# 徳沢愛子
徳沢 愛子（とくざわ あいこ、1939年〈昭和14年〉1月29日 - ）は、日本の詩人。石川県出身。

## 経歴
1939年、石川県金沢市生まれ。
1947年、金沢泉丘高等学校 卒業。
1951年、金沢大学 教育学部  卒業

## 受賞歴
- 1986年　北國新聞社 主催　読書感想文コンクール　一般個人の部　「最優秀賞」受賞
- 1989年　金沢市 ともしび賞受賞
- 1989年　わが人生論 石川編 ：青少年へ贈る言葉（文教図書出版）に選出
- 1989年　日本海文学賞 詩部門奨励賞受賞
- 2013年　竹多文学賞 受賞（石川県教育文化財団）
- 2020年　中日詩賞奨励賞…『咲（わろ）うていくまいか』（能登印刷出版部）https://www.chunichi.co.jp/article/93567
- 2023年　第5回 超然文学賞 受賞作品集.（金沢大学高大接続コア・センター）

## 著書
詩集
- 『なりふりかまわぬ詩』、『空に知ろしめす』、『子宝』、『徳沢愛子詩集』、『みんみん日日』、『シオンの朝』、『加賀友禅流し』。

　※金沢方言詩集：『ほんなら　おゆるっしゅ』、『いちくれどき』、『花いちもんめ』
金沢方言詩集『金沢方言集』、金沢方言詩集 2『金沢方言集Ⅱ』、金沢方言詩集 3『金沢方言集Ⅲ』※中日新聞社で紹介：https://www.chunichi.co.jp/article/513474
エッセイ集
- 『水曜日記』、『愛は絶えることなし』。

その他
- 『草千里人万里』：版画詩集（ウェブ記事；https://www.chunichi.co.jp/article/465809）
- 『水曜日記』：重症心身障害児病棟から
- 竹多文学賞受賞作品集 第1回
- わが人生論 石川編 中：青少年へ贈る言葉
- いしかわ詩人 9集

## 所属
- 詩と詩論「笛」、個人詩誌「日々草」　発行人、石川詩人会・選考委員、「石川県文芸家協会」、「日本現代詩人会」、「日本ペンクラブ」、日本現代詩歌文学館・評議員